# Robin Dixon
Thomas Robin Valerian Dixon (ur. 21 kwietnia 1935 w Marylebone) – brytyjski arystokrata i sportowiec oraz północnoirlandzki polityk, najstarszy syn Daniela Dixona, 2. barona Glentoran i lady Diany Wellesley, córki 3. hrabiego Cowley. Do 1995 r. znany jako Robin Dixon.

## Życiorys
Wykształcenie odebrał w Eton College i na uniwersytecie w Grenoble we Francji. Po zakończeniu nauki wstąpił do Grenadierów Gwardii (Grenadier Guards). W tej jednostce służył w latach 1954–1966. W 1964 r. wystartował na zimowych igrzyskach olimpijskich w Innsbrucku, w konkurencji wyścigów dwójek bobslejowych, gdzie razem z Tonym Nashem zdobył złoty medal. Rok później został Komandorem Orderu Imperium Brytyjskiego (CBE).
Armię opuścił w 1966 r. ze stopniem majora i rozpoczął pracę w departamencie public relations w Kodaku. W 1971 r. dołączył do północnoirlandzkiej firmy Redland Tile and Brick Ltd., gdzie został dyrektorem zarządzającym. Wciąż interesował się sportem. Był przewodniczącym jury na Zimowych Igrzyskach Olimpijskich 1976 w Innsbrucku. W 1983 r. założył Ulster Game Foundation. W 1987 r. został przewodniczącym Northern Ireland Tall Ships Council. W tym samym roku został też przewodniczącym Brytyjskiej Federacji Bobsleja.
Dixon był również przewodniczącym Positvely Belfast w latach 1992–1996, przewodniczącym „Growing Green Economy” Committee w latach 1993–1995. W gabinecie cieni Partii Konserwatywnej po 1997 r. był ministrem stanu w ministerstwie ds. Irlandii Północnej, ministerstwie sportu i ministerstwie środowiska, żywności i spraw wiejskich. W 1993 r. został komandorem Orderu Imperium Brytyjskiego. Po śmierci ojca w 1995 r. odziedziczył tytuł barona Glentoran.
12 stycznia 1959 r. poślubił Ronę Alice Gabrielle Colville (ur. 28 grudnia 1926), córkę kapitana George’a Colville’a i Gabrielle Palmer, córki generała Arthura Palmera. Robin i Rona mieli razem trzech synów:
- Daniel George Dixon (ur. 26 lipca 1959)
- Andrew Wynne Valerian Dixon (ur. 22 stycznia 1961)
- Patrick Dixon (ur. 1963)

Jego pierwsze małżeństwo zakończyło się rozwodem w 1975 r. Dixon żenił się jeszcze dwukrotnie, 2 stycznia 1979 r. z Alwyn Mason, córką Huberta Masona, z którą rozwiódł się w 1988 r.; i 3 stycznia 1990 r. ożenił się ze swoją obecną małżonką, Margaret, z którą mieszka w swojej rodzinnej rezydencji Drumadarragh House w Ballyclare. Z dwóch ostatnich małżeństw lord Glentoran nie doczekał się potomstwa.